# Reinhard Furrer
Reinhard Alfred Furrer (Wörgl, 25 novembre 1940 – Berlino, 9 settembre 1995) è stato un fisico e astronauta tedesco nato in Austria.
Nel 1985 ha partecipato alla missione STS-61-A dello Space Shuttle Challenger. È morto nel 1995 in un incidente aereo.